# Simplicia erebina
Simplicia erebina là một loài bướm đêm trong họ Erebidae.

## Hình ảnh

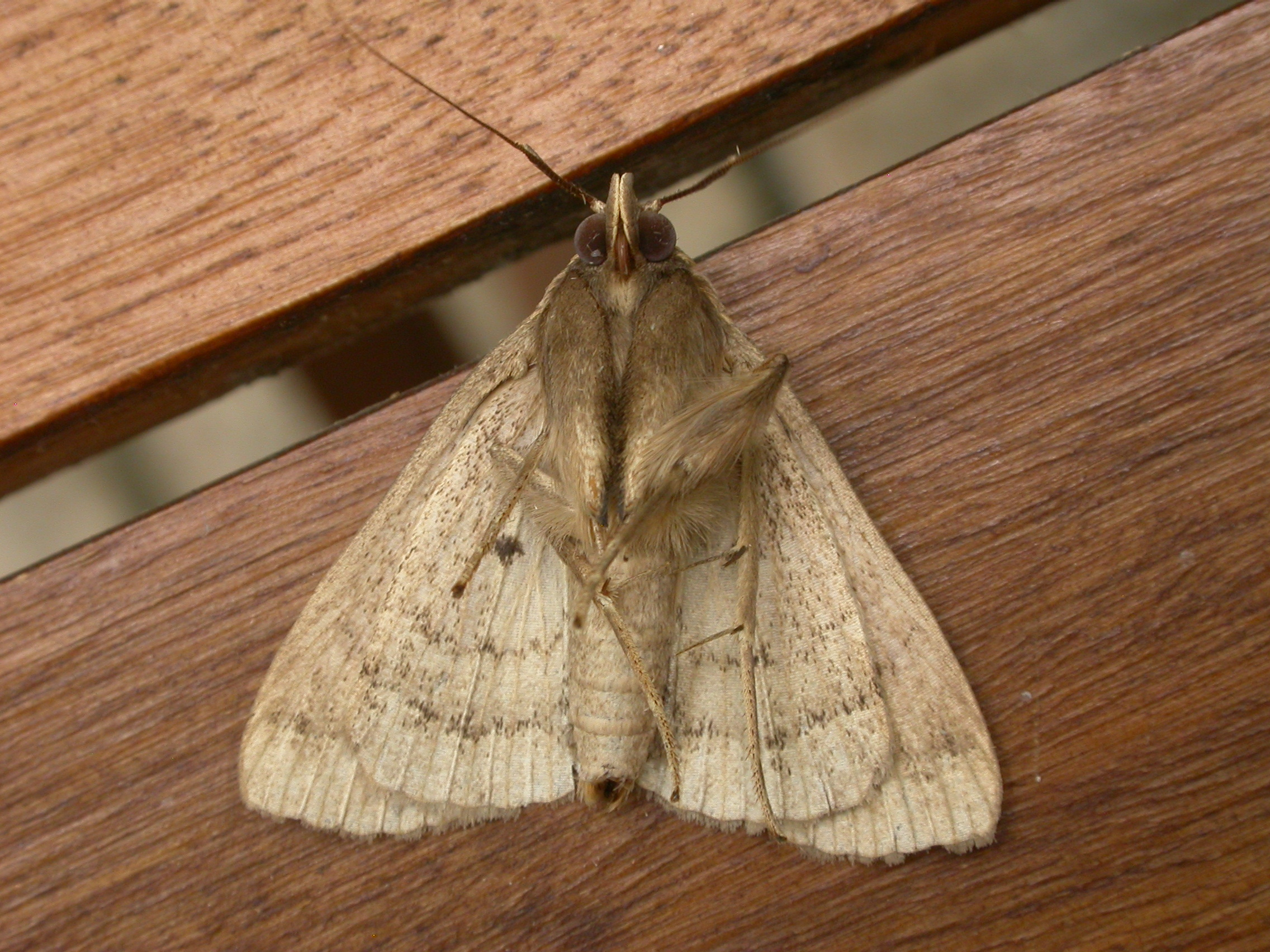